# 吳妙寧
吴妙宁，元朝女性人物，松江府上海县人。
吴妙宁二十一岁时，同乡张氏的儿子入赘她家。吴是上海大姓，有叛党连坐其父，吴妙宁哭着说：“吾父如果没有情况开脱，将族灭家族。我如果不快死，灾祸延及良人，就更加后悔！”于是投缳而死。不久逮捕的官差来到，听说她已经死了，叹息而去。时人为她唱歌谣：“红羊年，黑鼠月，张妇吴，俨遗烈。九山风酸泖波血，二气舛错愁云结，一树梅花惊飘雪。” 